# جوئل گونزالس
جوئل گونزالس (انگلیسی: Joel González؛ زادهٔ ۳۰ سپتامبر ۱۹۸۹) تکواندوکار اهل اسپانیا است. 
از افتخارات او می‌توان به کسب مدال طلا وزن ۵۸ کیلوگرم در بازی‌های المپیک تابستانی ۲۰۱۲ اشاره کرد.